# チャンシンジアン
| 累代        | 代     | 紀           | 基底年代 Mya |
| ----------- | ------ | ------------ | ------------ |
| 顕生代      | 新生代 | 第四紀       | 2.58         |
| 顕生代      | 新生代 | 新第三紀     | 23.03        |
| 顕生代      | 新生代 | 古第三紀     | 66           |
| 顕生代      | 中生代 | 白亜紀       | 145          |
| 顕生代      | 中生代 | ジュラ紀     | 201.3        |
| 顕生代      | 中生代 | 三畳紀       | 251.902      |
| 顕生代      | 古生代 | ペルム紀     | 298.9        |
| 顕生代      | 古生代 | 石炭紀       | 358.9        |
| 顕生代      | 古生代 | デボン紀     | 419.2        |
| 顕生代      | 古生代 | シルル紀     | 443.8        |
| 顕生代      | 古生代 | オルドビス紀 | 485.4        |
| 顕生代      | 古生代 | カンブリア紀 | 541          |
| 原生代      | 原生代 | 原生代       | 2500         |
| 太古代      | 太古代 | 太古代       | 4000         |
| 冥王代      | 冥王代 | 冥王代       | 4600         |
| 1. 2. 3. 4. |        |              |              |

チャンシンジアン（英: Changhsingian）は、国際層序委員会によって定められた地質学用語である、地質時代名の一つ。2億5414万年前（誤差7万年）から約2億5190万2000年前（誤差2万4000年）にあたる、後期ペルム紀後期である。前の期は後期ペルム紀（ローピンジアン世）前期ウーチャーピンジアン、続く期は前期三畳紀前期のインドゥアン。模式地は中華人民共和国揚子江盆地に位置する。
この時代に顕生代で最大規模とも言われるペルム紀の大量絶滅が起きた。

## 層序学的定義
チャンシンジアンという名称は中国の浙江省北部長興県にちなんでおり、長興石灰岩に由来する。この名称は1970年に地層に対して初めて使用された。
チャンシンジアンは1981年に国際タイムスケールに正式に認められた。チャンシンジアン階の基底は、コノドントの種 Clarkina wangi の最初の出現として定義されている。国際標準模式層断面及び地点(GSSP)は長興県に位置するタイプエリアの眉山市のプロファイルDである。

## 古生物学
チャシンジアンはペルム紀末の大量絶滅事変と共に終わりを迎え、α多様性（地域内レベルの種多様性）と世界的な生物多様性が失われた。大量絶滅後の世界にはほとんど生物がおらず、荒廃して、高温乾燥であった。アンモナイトや昆虫、四足動物（コノドント・魚類・両生類・爬虫類など）は3000万年間稀であり、陸上生態系も発見されていない。

## 日本において
日本においては三重県志摩市磯部町の黒瀬川帯から、これまで前期白亜紀にあたる松尾層群と考えられていた地層から後期ペルム紀の放散虫化石が得られている。この放散虫化石年代はコノドント化石帯 Clarkina subcaritana 帯に相当し、ウーチャーピンジアン - 前期チャンシンジアンに対応すると考えられている。この発見により、後期ペルム系整然層が吸収から四国を介して志摩半島まで分布することが示唆された。